# Pierre Martinet (entreprise)
Pour les articles homonymes, voir Pierre Martinet.
Martinet est une entreprise française, fondée en 1977 par Pierre Martinet, qui commercialise principalement la marque Pierre Martinet.
C'est aujourd'hui un groupe d'industrie agroalimentaire employant près de 700 salariés et présent au Canada et en Europe.

## Historique
En 1983, Pierre Martinet lance la première salade de museau de bœuf avec des légumes, et en 1986, la première gamme de salade à la coupe[pas clair].
L'usine s'agrandit et passe de 1 000 m² à 2 000 m². Un hall de 250 m² est consacré à l'élaboration de salades de céleri, champignons à la grecque, fruits de mer, museau de porc et museau de bœuf en conditionnement de 2,5 kg. Cette année-là, la fabrication atteint 140 tonnes.
En 1991, Pierre Martinet lance les premières salades traiteurs libre service en hypermarché, des salades prêtes à consommer dans un emballage transparent.
L’entreprise s’installe en 1992 dans le site de la Noirée à Saint-Quentin-Fallavier (siège social actuel de l’entreprise et site industriel, 2 500 m² étant consacrés à la logistique). La même année est créée la société Martinet Ensalada, basée en Espagne. Elle livre ses salades pour les Jeux Olympiques de Barcelone et fournit la grande distribution. En 1993, l’entreprise Martinet est chef de file sur le marché de la salade traiteur[réf. souhaitée].
En 1994 est créée la marque ‘Pierre Martinet’, année qui voit également le début de la communication. Une première campagne télévisée grand public est ainsi lancée au printemps. Pierre Martinet met en avant ses produits avec le slogan : « le traiteur intraitable ».
Martinet procède entre 1996 et 1997 aux rachats des sociétés Louis Lemoine, dans le Loiret, et Randy, basée à Chaponost, dans le but de compléter la gamme de produits de la société avec des produits régionaux de type charcuterie pâtissière, feuilletés. La société La belle Henriette, basée à La Mothe-Achard et aux Lucs-sur-Boulogne, numéro 5 de salades traiteur, est rachetée en 2010.
En 2019, l'entreprise ouvre son capital à hauteur de 16% à deux entreprises spécialisées Sofiprotéol et Agro Invest. Cette opération est réalisée dans le but de récolter des fonds qui permettront de financer les investissements de production et d'augmenter le budget de communication. Ce sont 14 millions d'euros qui seront investis pour, notamment, agrandir le site de Saint-Quentin-Fallavier qui va passer de 19000 à 23500 m² et employer une trentaine de personnes supplémentaires,.
En mai 2025, le groupe LDC achète l'entreprise Pierre Martinet, le « traiteur intraitable »,.

## La marque en France
En France, l'entreprise a fabriqué et écoulé, pour l'année 2010, 46 000 tonnes de salades-traiteur, transformées dans l'usine de Saint-Quentin-Fallavier, ainsi que 4 000 tonnes de charcuterie et pâtisseries salées dans les sites de Chaponost et de La Selle-sur-le-Bied. Ceci en fait le premier fabricant français et le second fabricant européen de plats préparés.
La même année, La belle Henriette, un de ses concurrents racheté fin 2010 a fabriqué 16 000 tonnes de plats préparés dans ses usines de La Mothe-Achard et des Lucs-sur-Boulogne.